# Tamara Wigley
Tamara Gail Wigley (ur. 9 kwietnia 1975) – reprezentująca Saint Kitts i Nevis lekkoatletka, sprinterka.
Podczas igrzysk olimpijskich w Atlancie (1996) startowała w sztafecie 4 × 400 metrów. Czas 3:35,12 nie dał sprinterkom z Saint Kitts i Nevis awansu do finału, wynik ten jest jednak aktualnym rekordem kraju. Wigley zmierzono na jej zmianie czas 52,99.